# Ортубани
Ортубани (груз. ორთუბანი) — село в Грузии, на территории Карельского муниципалитета края (мхаре) Шида-Картли.

## География
Село находится в центральной части Грузии, на правом берегу реки Дзамы, на расстоянии приблизительно 12 километров (по прямой) к юго-западу от города Карели, административного центра муниципалитета. Абсолютная высота — 815 метров над уровнем моря.

## Население
По результатам официальной переписи населения 2014 года в Ортубани проживало 72 человека (28 мужчин и 44 женщины). В национальной структуре населения грузины составляли 61,1 %, осетины — 38,9 %.
| Год  | Население, человек |
| ---- | ------------------ |
| 2002 | 54                 |
| 2014 | ↗ 72               |